# Trish Keenan
Patricia Anne Keenan (28 settembre 1968 – 14 gennaio 2011) è stata una musicista e cantante britannica.
Era la cantante principale e membro fondatore della band elettronica Broadcast, che ha formato nel 1995. La band ha pubblicato un totale di cinque album in studio, tra cui The Noise Made by People (2000), Haha Sound (2003) e Tender Buttons (2005) e si è guadagnata un seguito di culto.
Keenan è morta inaspettatamente nel gennaio 2011 di polmonite, poco dopo aver contratto l'influenza suina durante un tour in Australia con Broadcast.

## Primi anni di vita
Patricia Anne Keenan è nata a Winson Green, un'area multiculturale del centro città a ovest di Birmingham, in Inghilterra. Aveva due fratelli, Malcolm e John, e due sorelle, Maxine e Barbara. È cresciuta con sua madre Zena,  che era una prostituta : "Non ho problemi con le persone che mi conoscono o che conoscono qualsiasi dettaglio personale su di me", ha commentato Keenan. "Ho avuto una vita pazza: sono stata allevata da una prostituta".
Keenan ha frequentato la scuola cattolica romana dell'Arcivescovo Grimshaw, attualmente conosciuta come scuola cattolica John Henry Newman. Ha fatto diversi lavori di catering dopo la scuola fino all'età di 21 anni quando si è trasferita a Moseley, un'enclave bohémien. Ha studiato scrittura creativa all'Università di Birmingham mentre lavorava alla sua carriera musicale.

## Carriera
Subito dopo essersi trasferita a Moseley, Keenan formò un duo musicale chiamato Hayward Winters, e successivamente incontrò James Cargill in un club di revival psichedelico degli anni '60. I due formarono una relazione sul loro comune interesse e formarono una band folk, Pan Am Flight Bag. La band ebbe vita breve eseguendo solo due concerti prima di riformarsi nel 1996 come Broadcast, che includeva il chitarrista Tim Felton, il batterista Steve Perkins e il tastierista Roj Stevens.
Con Broadcast, Keenan ha pubblicato un totale di cinque album in studio, tra cui The Noise Made by People (2000), Haha Sound (2003) e Tender Buttons (2005); Keenan scrisse quest'ultimo mentre suo padre stava morendo di cancro . Nel 2009 il gruppo ha pubblicato un album collaborativo Broadcast e The Focus Group Investigate Witch Cults of the Radio Age (Broadcast e 'The Focus Group' indagano sui culti delle streghe nell'epoca della radio'), il progetto musicale del grafico Julian House (che ha anche progettato tutte le copertine degli album di Broadcast).
Keenan ha vissuto a Birmingham e nei dintorni per tutta la sua vita, e la sua carriera musicale si è basata lì. In un'intervista con Billboard, ha detto: "C'è davvero un tono basso a Birmingham. Le persone qui sottovalutano decisamente se stesse. C'è sicuramente una mancanza di fiducia, e quasi una rassegnazione e un disfattismo tra i musicisti qui. "

## Attività artistica

### Stile musicale
Keenan possedeva una gamma vocale da contralto . I critici musicali hanno notato che la voce di Keenan è "infantile" e "seducentemente distaccata"  spesso "intessuta in morbidi sintetizzatori analogici, melodie pastorali e ritmi in stile mod". In una recensione pubblicata su Spin nel 2001, la voce e la strumentazione di Keenan insieme al compagno di band James Cargill sono state paragonate ad essere "bloccati in una distorsione temporale - il suono delle feste di scambio di moglie degli anni '70 con sacchi di fagioli e bambini infelici che servono salsicce su bastoncini". Keenan esplorava spesso tecniche liriche cut-up, ispirate in parte dal suo interesse per l'occulto.

### Spettacoli
Keenan soffriva di paura del palcoscenico agli inizi della sua carriera. Con il progredire della band, tuttavia, la paura del palco di Keenan è svanita: "Ero solita diventare nervosa tutto il giorno dello spettacolo, ed ora accade solo nel momento in cui sono salita sul palco", ha detto in un'intervista del 1998. "Quando mi ascolti cantare la mia prima strofa, puoi sempre percepire che ho il cuore in gola. I concerti da star aumentano la fiducia ".

## Morte
Durante un tour in Australia poco prima di Natale, Keenan ha contratto il virus dell'influenza suina H1N1 . Il 14 gennaio 2011 è stato riferito che era morta in ospedale. Una dichiarazione della Warp Record Label diceva: "Questa è una perdita tragica e prematura e ci mancherà molto Trish - una voce unica, un talento straordinario e un bellissimo essere umano. Riposa in pace. "
A poche ore dalla sua morte, sul Twitter di Broadcast è stato pubblicato un collegamento a un mix di musica psichedelica, folk e world music che Keenan aveva creato per un amico prima di partire per il tour australiano della band. Poco dopo è stato rilasciato un cortometraggio intimo che Keenan ha registrato su Super 8, che mostrava i frequentatori del Moseley Folk festival del 2007.  Tributi a Keenan sono stati fatti da numerosi musicisti, tra cui Toro y Moi, Graham Coxon dei Blur e Colin Meloy dei The Decemberists.

## Discografia

### Broadcast
- Work and Non Work (1997)
- The Noise Made by People (2000)
- Haha Sound (2003)
- Tender Buttons (2005)
- The Future Crayon (2006)
- Broadcast and The Focus Group Investigate Witch Cults of the Radio Age (2009)
- Berberian Sound Studio (2013)

### Apparizioni degli ospiti
- Prefuse 73 - "And I'm Gone" da Surrounded by Silence (2005)
- Prefuse 73 - "The Only Trial of 9000 Suns" da The Only She Chapters (2011) (pubblicato postumo)[16]